# Aurelian Dumitru
Aurelian Dumitru (n. 1 martie 1977, Răcari, jud. Dâmbovița), este un fost fundaș român. Este căsătorit cu Roxana și are o fată pe nume Ayana Maria.

## Carieră
A jucat pentru echipele:
- Sportul Studențesc (1997-2002)
- Astra Ploiești (2001-2002)
- Politehnica Timișoara (2002-2004)
- Apulum Alba-Iulia (2004-2005)
- Politehnica Timișoara (2004-2005)
- Oțelul Galați (2005-2006)